# Jack Lang
Pour les articles homonymes, voir Jack Lang (homonymie) et Lang.
Jack Lang, né le 2 septembre 1939 à Mirecourt (Vosges), est un homme politique français.
Membre du Parti socialiste, il est notamment conseiller de Paris dans les années 1980, maire de Blois de 1989 à 2000 et député (du Loir-et-Cher puis du Pas-de-Calais) entre 1986 et 2012. Il est battu lors des élections législatives de 2012 dans les Vosges.
Sous les présidences de François Mitterrand puis de Jacques Chirac, il est plusieurs fois ministre dans des gouvernements de gauche, détenant plusieurs fois les portefeuilles de la Culture et de l’Éducation nationale, ainsi que le porte-parole du gouvernement. Il participe notamment au lancement de la Fête de la musique.
En 2013, il est nommé président de l'Institut du monde arabe.

## Biographie

### Origines familiales et enfance
Jack Mathieu Émile Lang, né le 2 septembre 1939 à Mirecourt dans les Vosges, est issu d'une riche famille juive athée de Nancy ; son père, Roger Lang (1902-1955), est le directeur commercial de l'entreprise familiale fondée et dirigée par le grand-père de Jack, Albert Lang (1874-1964), qui avait fait fortune à la fin de la Première Guerre mondiale, à la tête de cette entreprise de récupération et de traitement des déchets industriels. Roger et Albert sont tous deux francs-maçons. La mère de Jack, Marie-Luce Bouchet, dont les grands-parents étaient catholiques, est née en 1919 et décédée en 2003, et était la fille d'Émile Bouchet, instituteur athée et franc-maçon, mort en 1926, et de Berthe Boulanger, infirmière, également franc-maçonne et née dans une famille de conviction monarchiste.
Dès 1938, en raison du risque de guerre avec l'Allemagne, Albert et Roger avaient envoyé leurs épouses à Vichy. Après l'invasion allemande, Albert Lang et sa femme s'installent à Brive-la-Gaillarde, en Corrèze. Le jeune Jack et sa mère partent pour Cholet chez son arrière-grand-mère, la mère de Berthe Boulanger, puis à Bordeaux, alors que son père Roger est tout d'abord mobilisé à Lunéville, puis rejoint ses parents et son beau-frère Luc Bouchet à Brive-la-Gaillarde. Jack et sa mère rejoignent également Brive-la-Gaillarde après le bombardement de Bordeaux.
Son père est condamné par le tribunal de Brive-la-Gaillarde pour non-déclaration de ses enfants comme juifs, avant d'être relaxé par la Cour d'appel de Limoges du fait que la mère des enfants est catholique. Roger Lang soutient, sur l'avis du rabbin de Brive-la-Gaillarde, David Feuerwerker, que seule la filiation maternelle détermine l'adhésion à la religion juive. Roger Lang est cependant placé en résidence surveillée. Berthe Bouchet vient voir la famille Lang en avril 1942 alors que sa fille est sur le point d'accoucher de son troisième enfant, Marianne. Berthe, vénérable de la première loge maçonnique mixte, est arrêtée par la Gestapo à la suite d'une dénonciation en 1943 à Nancy. Condamnée pour faits de propagande et de résistance, elle est déportée à Ravensbrück, où elle est gazée le 30 mars 1945.

### Jeunesse et études
Jack Lang fait des études secondaires au lycée Henri-Poincaré de Nancy. Entré en sixième en 1949, il redouble cette classe, puis est envoyé deux ans en pension au collège de Lunéville. Il revient en classe de quatrième au lycée Henri-Poincaré. Placé en section scientifique au premier trimestre de la classe de seconde, il demande à passer en section économique et sociale en cours d'année. Jack Lang perd son père à l'âge de 15 ans, en 1955.
Il obtient le baccalauréat en 1957, puis s'inscrit à la faculté de droit de l'université de Nancy et au centre universitaire d'études politiques, dépendant de l'Institut d'études politiques de l'université de Paris. Ayant réussi avec mention ses deux premières années d'études au centre, il peut entrer directement en 1959 en deuxième année d'études à l'IEP de Paris. Il en est diplômé en 1961 (section Service public). Il continue en parallèle ses études de droit à la faculté de droit de l'université de Paris, et y obtient la licence de droit, également en 1961.
Il obtient en 1964 les diplômes d'études supérieures en science politique et en droit administratif. Il est titulaire d'un doctorat en droit depuis janvier 1967. Après deux échecs successifs, il est lauréat du concours d'agrégation de droit public et sciences politiques.
C'est au Conservatoire d'art dramatique de Nancy, en 1957, qu'il fait la connaissance de Monique Buczynski, issue d'une famille juive polonaise, fille de Jacques Buczynski, né en Lituanie en 1900, et d'Elvire Kahn, qu'il épousera le 13 mars 1961. Ils auront deux filles. L'aînée est Caroline, née en 1961, senior vice-présidente de Warner Bros. International Television Distribution, avec une brève carrière d'actrice, son rôle le plus fameux étant dans L'Argent de Robert Bresson qui l'aurait choisie pour remercier son père d'avoir accordé l'avance sur recettes,,. La cadette est la comédienne Valérie Lang (1966-2013), compagne de Stanislas Nordey, fils de Jean-Pierre Mocky.

### Parcours professionnel
Après ses études à Paris, il entame une carrière universitaire à la faculté de droit de l'université de Nancy. Il devient assistant du professeur de droit international Charles Chaumont.
Il devient chargé de cours après avoir obtenu son doctorat. Ayant été reçu à l'agrégation, il est nommé maître de conférences le 1er janvier 1971 à l'université Nancy-II.
Il est nommé professeur titulaire de droit international en 1976, et est doyen de l'unité d'enseignement et de recherche de sciences juridiques et économiques de 1977 à 1980. Il obtiendra ensuite sa mutation à l'université Paris X-Nanterre puis, pour quelques mois en 2019-2020, sa mutation sur emploi occupé au Conservatoire national des arts et métiers à Paris avant d'entrer au Gouvernement Jospin.

### Théâtre et débuts dans l'exécutif culturel
Très tôt attiré par la scène théâtrale, Jack Lang fonde, en 1958, avec Édouard Guibert, la troupe universitaire de Nancy ; la première année, il interprète le rôle-titre de Caligula. Il suit également des cours durant trois ans au conservatoire d'art dramatique de Nancy.
Dès 1963, il obtient la permission de recevoir des équipes d'amateurs étrangers et crée le Festival de théâtre universitaire de Nancy, qu'il présidera jusqu'en 1973 (où il sera remplacé par Lew Bogdan). Dès l'édition de 1968, l'événement dépasse la sphère artistique lorraine pour acquérir une réputation nationale et mondiale, qui accueille notamment Roland Grünberg, le Bread and Puppet Theatre, Bob Wilson, El Teatro Campesino (en).
En 1972, il est appelé par le président Georges Pompidou à la direction du théâtre de Chaillot. Jugé subversif, il se voit retirer la direction de Chaillot en octobre 1974 par le nouveau secrétaire d'État à la Culture, Michel Guy, au prix d'un scandale médiatique.
Dans les années 1980, il contribue à la création du Prix Europe pour le théâtre, né en 1986, dont il est l'actuel Président.
En 1997, il est le président du jury du 47e Festival de Berlin.

## Parcours politique

### Débuts
Dans sa jeunesse, Jack Lang est, à la suite de son père radical franc-maçon, un fidèle de Pierre Mendès France. Membre du Conseil du développement culturel de 1971 à 1973, il s'engage à partir de 1974 aux côtés de François Mitterrand, le faisant profiter de son carnet d'adresses international. Il entre au Parti socialiste en 1977, et devient secrétaire national à la culture en 1979. Élu en 1977 conseiller municipal du 3e arrondissement de Paris dans le sillage de Georges Dayan, il milite contre le réaménagement des Halles de Paris.
Il est révélé au grand public en 1981 quand il est nommé ministre de la Culture, poste qu'il occupera pendant dix ans sous tous les gouvernements socialistes des deux septennats de François Mitterrand. Au début du mois de juin 1981, il présente sa démission du ministère après que son frère, ivre, a tué un homme d'un coup de poignard dans le dos dans un bar de Nancy ; cette démission est refusée par François Mitterrand, qui use par la suite de son droit de grâce présidentielle en faveur du frère de son ministre, pour en réduire la peine de prison de 12 à 10 ans,. C'est à ce poste qu'il institutionnalise en 1982 la Fête de la musique qui existait auparavant sous forme associative. Cette fête populaire, qui est l'occasion de concerts de rue gratuits et de manifestations culturelles, connut rapidement un grand succès en France au point que de nombreux pays en reprirent l'idée. De même, en 1984, avec les Journées nationales du patrimoine (actuelles journées européennes du patrimoine).
Il propose sa démission à François Mitterrand en 1985 par opposition au projet de privatisation des chaînes de télévision françaises et aux privilèges accordés à la 5e chaîne. Mitterrand refuse sa démission, ne souhaitant pas rompre la « solidarité gouvernementale » à moins de six mois des élections législatives de 1986.
Pendant les années de cohabitation (1986-1988 et 1993-1995), il retrouve son poste de professeur de droit à l'Université de Paris X Nanterre. En 1988, Lang revendique un grand ministère « de la Beauté et de l'Intelligence ».

### Ministre de la Culture

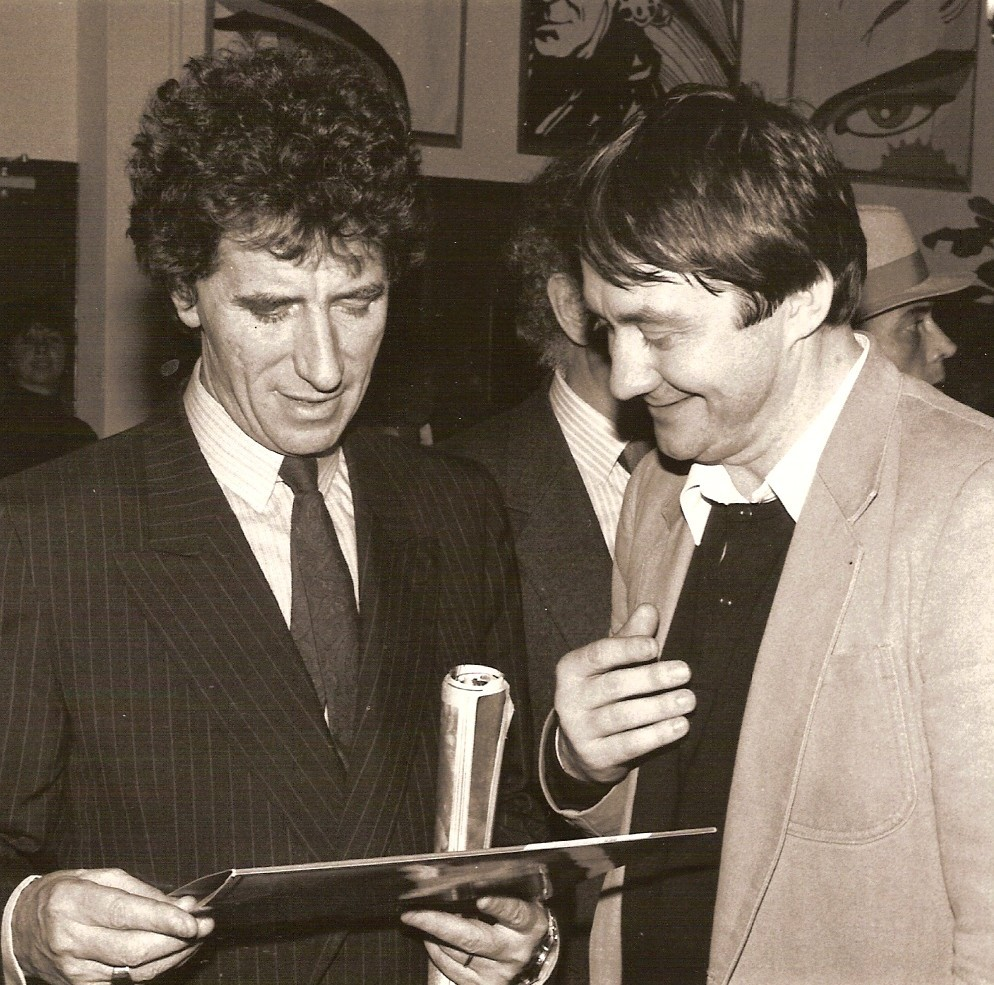
Jack Lang (à gauche) avec Alain Meilland lors du Printemps de Bourges de 1986.

Durant les deux mandats de Jack Lang, de mai 1981 à mars 1986, puis de mai 1988 à mars 1993, le ministère connaît d'importantes transformations. Il va accélérer sa modernisation et s'ouvrir à la société contemporaine : augmentation du budget, élargissement de son champ d'action à de nouvelles formes d'art, insertion dans le monde économique, développement de l'audiovisuel. Le ministre de la Culture bénéficie du soutien constant du président de la République, notamment dans la réalisation des Grands Travaux à Paris (Grand Louvre, Arche de la Défense, Opéra Bastille, Bibliothèque nationale de France, etc.) et en province, qui donneront un nouvel élan à l'architecture contemporaine en France (Christian de Portzamparc, Jean Nouvel, Dominique Perrault…).
Le budget du ministère est doublé en 1982, puis progressivement mis à niveau afin de tendre vers 1 % du budget de l'État, passant de 2,6 milliards de francs en 1981 à 13,8 milliards en 1993.
Cette croissance budgétaire, à un rythme double de celle de l'État, touche tous les domaines du ministère et favorise leurs actions : monuments historiques, dont le budget double également (reconnaissance des patrimoines industriels et du XXe siècle) ; décentralisation théâtrale (La Criée, etc.) et de la danse (création des Centres chorégraphiques nationaux), accompagnées de nombreuses nominations comme celles de Patrice Chéreau, Giorgio Strehler, Rudolf Noureev, Jean-Claude Gallotta, etc. ; archéologie (généralisation des fouilles préventives, à la suite de celles du Louvre, grâce à la consultation des Conservateurs régionaux de l'archéologie sur les permis de construire) ; jardins (création du Festival de Chaumont) ; aide et appel aux créateurs, notamment lors de manifestations nationales (Jean-Paul Goude, Philippe Decouflé, etc.) et création de nouvelles manifestations culturelles (Fête de la musique en 1982, Journées du Patrimoine en 1984, Fête du cinéma en 1985, La fureur de lire en 1989) ; arts plastiques (création du Centre national des arts plastiques, des 22 fonds régionaux d'art contemporain ou FRAC, dotations exceptionnelles d'acquisition du Musée national d'art moderne de 1981 à 1984, relance de la commande publique contemporaine de décors, vitraux et mobiliers, par Pierre Soulages, Jan Dibbets, Pierre Alechinsky, Daniel Buren, Pierre Paulin, Andrée Putman, etc., notamment auprès des manufactures nationales et appel à de jeunes designers, tels Philippe Starck, Sylvain Dubuisson…) ; recherche scientifique (AGLAE) ; musées (création des 22 fonds régionaux d'acquisitions pour les musées ou FRAM, qui renouent avec les achats d'art ancien à un rythme inconnu depuis le début du XXe siècle, comme en témoignent désormais les cimaises des principaux musées des beaux-arts de province).
En 1988, Jack Lang propose à François Mitterrand de créer un ministère de l'Intelligence et de la Beauté, qui regrouperait les ministères de la Recherche, de la Culture et de la Communication, ainsi que cinq secrétariats d'État. Le projet n'aboutit pas.
La déconcentration du ministère s'accélère parallèlement à la décentralisation, avec l'achèvement du réseau des directions régionales des affaires culturelles ou la création des centres régionaux de documentation du patrimoine de l'Inventaire général des monuments et des richesses artistiques de la France. Une politique de contrats et de conventions État-collectivités territoriales est relancée au rythme d'une centaine chaque année. Avec l'aide financière de l'État, une modernisation des équipements culturels est alors perceptible à l'échelle du territoire national (rénovation des musées des Beaux-arts de Lyon, Lille, Nantes, Rouen, etc., construction ou rénovation de musées, en particulier d'art contemporain, à Grenoble, Saint-Étienne, Nîmes, Bordeaux…).
Plusieurs grandes institutions de formation sont créées ou rénovées : l'École nationale du Patrimoine, La Fémis, l'École Nationale Supérieure de la Photographie d'Arles, le Conservatoire national supérieur de musique et de danse de Paris, le Conservatoire national supérieur de musique et de danse de Lyon, l'École de danse de l'Opéra de Paris à Nanterre, l'École du Louvre… En 12 ans, plus de 8 000 postes sont créés dans le domaine culturel.
L'éducation artistique en milieu scolaire se modernise. De nouvelles disciplines sont enseignées (théâtre, cinéma, histoire des arts…), alors qu'est engagée la réalisation du futur Institut national d'histoire de l'art. Des opérations de sensibilisation se développent pour les enfants : classes culturelles, collège au cinéma, classes du patrimoine. La lecture est favorisée par l'achèvement du réseau des Bibliothèques départementales de prêt et par l'augmentation de leurs moyens dans le cadre de la décentralisation.
Le champ d'action du ministère s'élargit à d'autres formes d'art : chanson, rock (programme de construction des Zéniths, soutien au Centre d'Information du Rock (CIR) et création du FAIR sous la responsabilité de Bruno Lion, chargé de mission sur le rock et les variétés au ministère), jazz (orchestre national), musiques traditionnelles, cirque (Centre national des arts du cirque), arts de la rue, la mode qu'il promeut comme patrimoine français, design, création industrielle, tandis que se créent de nouveaux lieux de diffusion (Centre national de la Chanson, Centre national de la bande dessinée d'Angoulême…).
Cette époque sera aussi celle des mutations dans le paysage audiovisuel : multiplication des chaînes, privatisation d'une partie du secteur public, ouverture des ondes, instauration d'institutions de régulation audiovisuelle (Haute autorité).
Tenant compte de la modernité économique, et du développement de la « culture d'appartement », grâce aux bonds en avant de l'électronique le ministère est conduit à se préoccuper davantage des industries culturelles (cinéma, livre, disque, audiovisuel) dans un souci de régulation du marché : mécanisme d'aides à l'industrie cinématographique avec le renforcement de l'avance sur recettes et la création des SOFICA, prix unique du livre, quotas de diffusion de chansons francophones à la radio. Ce rapprochement culture-économie se traduit également par l'encouragement au mécénat (incitations fiscales).

### Accès à la députation
Parallèlement à sa carrière ministérielle, il est conseiller municipal et conseiller de Paris de 1983 à 1989, puis à partir de 1986 il s'implante en Loir-et-Cher et en devient député (réélu en 1988 ainsi qu'en 1993 mais démis d'office et rendu inéligible pour un an sur décision du Conseil constitutionnel à la suite d'irrégularités dans ses comptes de campagne, puis réélu en 1997) et maire de Blois de 1989 à 2000, date à laquelle il abandonne son poste de maire à son adjoint, Bernard Valette. Il ambitionne alors ouvertement de se présenter à la mairie de Paris, puissant bastion de la droite. Cependant, quelques jours avant la désignation du candidat socialiste, il est nommé ministre de l'Éducation nationale par Lionel Jospin. Entre 1997 et 2000, il préside la Commission des affaires étrangères et, c'est en 1998 qu'il y invita le Dalaï Lama,.

### Élection présidentielle de 1995
Initialement candidat à la primaire présidentielle socialiste de 1995, il doit finalement se retirer sous les critiques de certains socialistes, le rocardien Manuel Valls et une vingtaine de premiers secrétaires fédéraux ayant mené une campagne interne contre lui. Daniel Vaillant renchérit en le traitant de « déshonneur de la gauche ». Lang qualifie alors Lionel Jospin de « loser », lequel s'oppose à l'entrée de Jack Lang au gouvernement en 1997, après la victoire de la gauche aux législatives.
En 1997, il est appelé par le personnel du Piccolo Teatro di Milano et Walter Veltroni, vice-premier ministre italien, pour assurer bénévolement l'intérim de la direction après la démission de son fondateur, le metteur en scène Giorgio Strehler, après une série d'attaques de la part de la municipalité LN de Milan. Il prend Emmanuel Hoog à ses côtés.

### Actions à l'Éducation nationale
En avril 1992, Pierre Bérégovoy lui confie le ministère de l'Éducation nationale en plus de celui de la Culture. Arrivé en pleine période de contestation étudiante et lycéenne, il commence pour « épurer l'atmosphère » par suspendre le projet de réforme universitaire de son prédécesseur, Lionel Jospin. Il assouplit le projet de réforme pédagogique des lycées et propose de faire appel à des appelés du contingent pour lutter contre la violence à l'école. Il reprend aussi les négociations et réussit à trouver un accord avec le père Max Cloupet, alors secrétaire général de l'enseignement catholique, permettant le règlement d'une partie du contentieux sur le paiement de la contribution de l'État aux dépenses de fonctionnement des écoles privées. Il fait aussi retapisser l'antichambre du bureau du ministre de l'Éducation nationale avec un papier peint signé Pierre Alechinsky, mais préfère le bureau d'André Malraux, rue de Valois.
En mars 2000, à la suite du large remaniement ministériel qui voit le retour des « éléphants » du PS au gouvernement, il succède à Claude Allègre comme ministre de l'Éducation nationale. Le Premier ministre Lionel Jospin le nomme pour son côté consensuel et sa popularité auprès des jeunes, en cette période préélectorale, afin de calmer les esprits : « C’est la hantise de tout ministre d’avoir les lycéens dans la rue », raconte-t-il, nommé à deux reprises (1992-1993 ; 2000-2002) pour pacifier le monde éducatif, calmer les syndicats et les représentants des parents d'élèves. Il est d'autant plus disponible qu'il renonce à solliciter l'investiture socialiste pour les élections municipales de la capitale.
Durant les deux années de son ministère, il fait en sorte de calmer le « mammouth », comme l'appelait son prédécesseur. Il réforme légèrement le baccalauréat et relance le recrutement d'enseignants, en panne depuis 1997. Il crée en novembre 2001 une Commission sur le racisme et le négationnisme à l'université Jean-Moulin Lyon III, présidée par l'historien Henri Rousso.
Battu aux municipales de 2001 par l'UDF Nicolas Perruchot, en vue des législatives de 2002, il quitte définitivement Blois, et réussit son « parachutage » dans le Pas-de-Calais. Il devient député dans la 6e circonscription du Pas-de-Calais (Boulogne Nord-Calais ouest), circonscription très populaire, qui compte l'un des taux les plus importants de bénéficiaires du RMI en France.

### Dans l'opposition après la défaite du PS aux élections de 2002

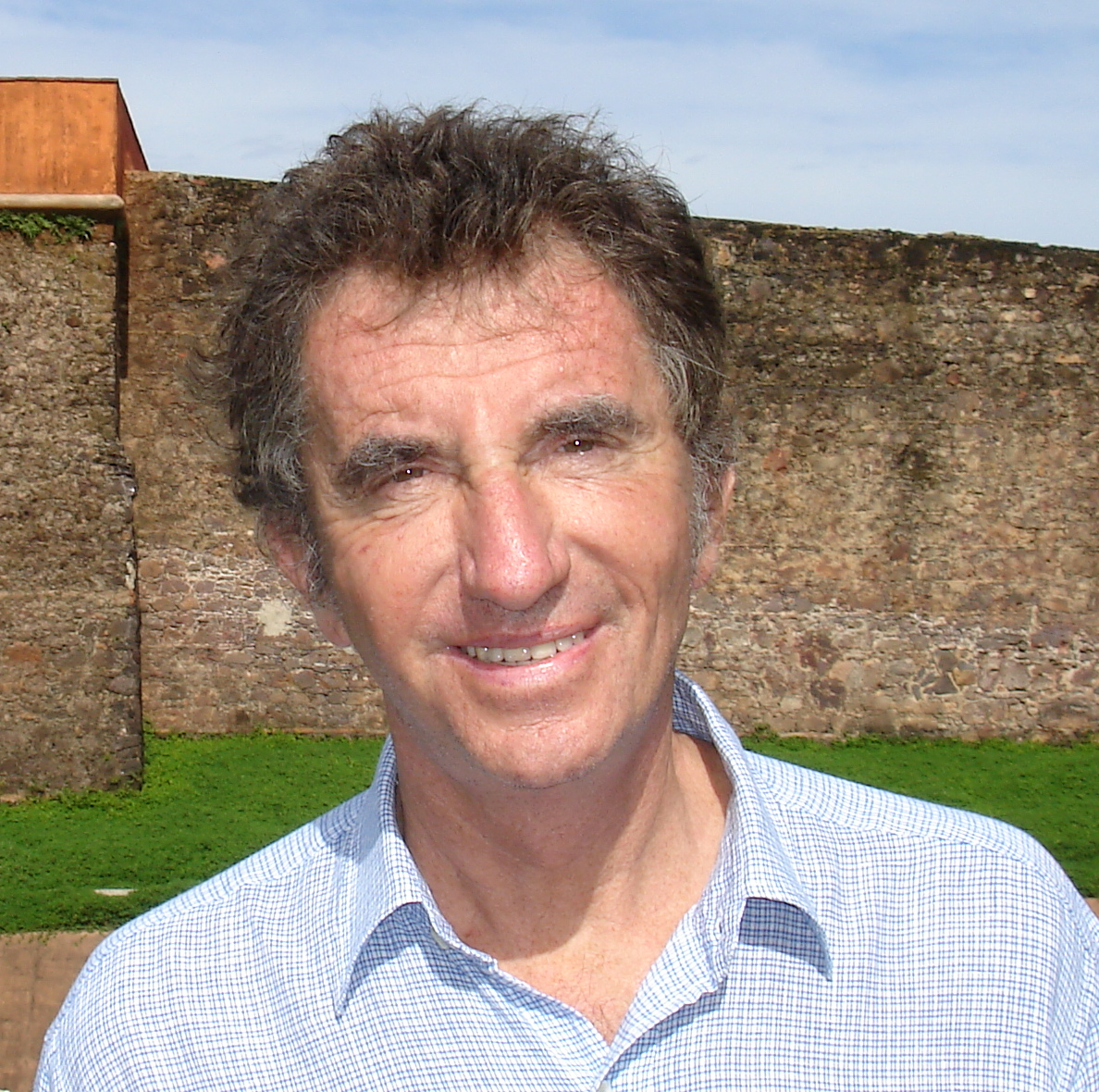
Jack Lang au Brésil en 2005.

En 2004, il est nommé porte-parole national de la campagne du PS pour les élections régionales et cantonales. À la fin de l'année, il réintègre la direction du parti en étant chargé, avec Martine Aubry et Dominique Strauss-Kahn, du projet socialiste pour les échéances électorales de 2007.
Porte-parole du PS lors de la campagne pour le référendum sur le traité établissant une constitution pour l'Europe, il défend le « oui » aux côtés de l'équipe dirigeante du parti. Après la victoire du « non », il lance un club de réflexion, Inventons demain, ce qui est considéré comme un premier pas vers l'annonce de sa candidature à l’élection primaire devant désigner le candidat socialiste à l'élection présidentielle de 2007. Il annonce plusieurs fois son souhait de se présenter.
En septembre 2005, il publie l’ouvrage Changer, dans lequel il propose notamment que le président de la République soit élu pour quatre ans et soit responsable devant l’Assemblée nationale, que soit instauré le non-cumul des mandats, que le Sénat soit supprimé et les sans-papiers régularisés. Au printemps 2006, dans Tout ce que vous avez toujours voulu savoir sur moi, Jack Lang écrit : « Ségolène Royal n’a aucune expérience ni à l’international, ni dans un grand ministère. […] On ne peut pas jouer uniquement de son charme, ne rien dire, et espérer devenir présidente » ; il estime que le couple Hollande-Royal « a privatisé le parti à son profit », ce qui constitue selon lui « un déni de démocratie ».
S'il venait à être désigné candidat du Parti socialiste, Jack Lang est donné largement perdant face à Nicolas Sarkozy dans les sondages. Le 2 octobre 2006, il annonce finalement qu’il renonce à se présenter à la primaire socialiste. Il dit dans un premier temps ne soutenir aucun des trois candidats en lice (Ségolène Royal, Dominique Strauss-Kahn, Laurent Fabius), puis appelle à voter pour Ségolène Royal, estimant qu’elle est seule à même de battre la droite. Après ce ralliement, il renonce à la publication de Tout ce que vous avez toujours voulu savoir sur moi, dans lequel il se montrait critique envers Royal ; son éditeur l'attaque alors en justice pour « rupture de contrat et rétention abusive de droits d'auteur ». Il fait ensuite partie de l'équipe restreinte de campagne de Ségolène Royal, en qualité de « conseiller spécial ».

### Fonctions sous la présidence de Nicolas Sarkozy
Lors des élections législatives de 2007, Jack Lang est réélu député de la sixième circonscription du Pas-de-Calais, obtenant 54,72 % des voix au second tour.
À partir de cette élection, il prend ses distances avec les instances de son parti, et accepte des missions proposées par le président de la République Nicolas Sarkozy, tout en se défendant de vouloir entrer dans un gouvernement d'ouverture à l'instar des anciens socialistes Bernard Kouchner et Éric Besson.

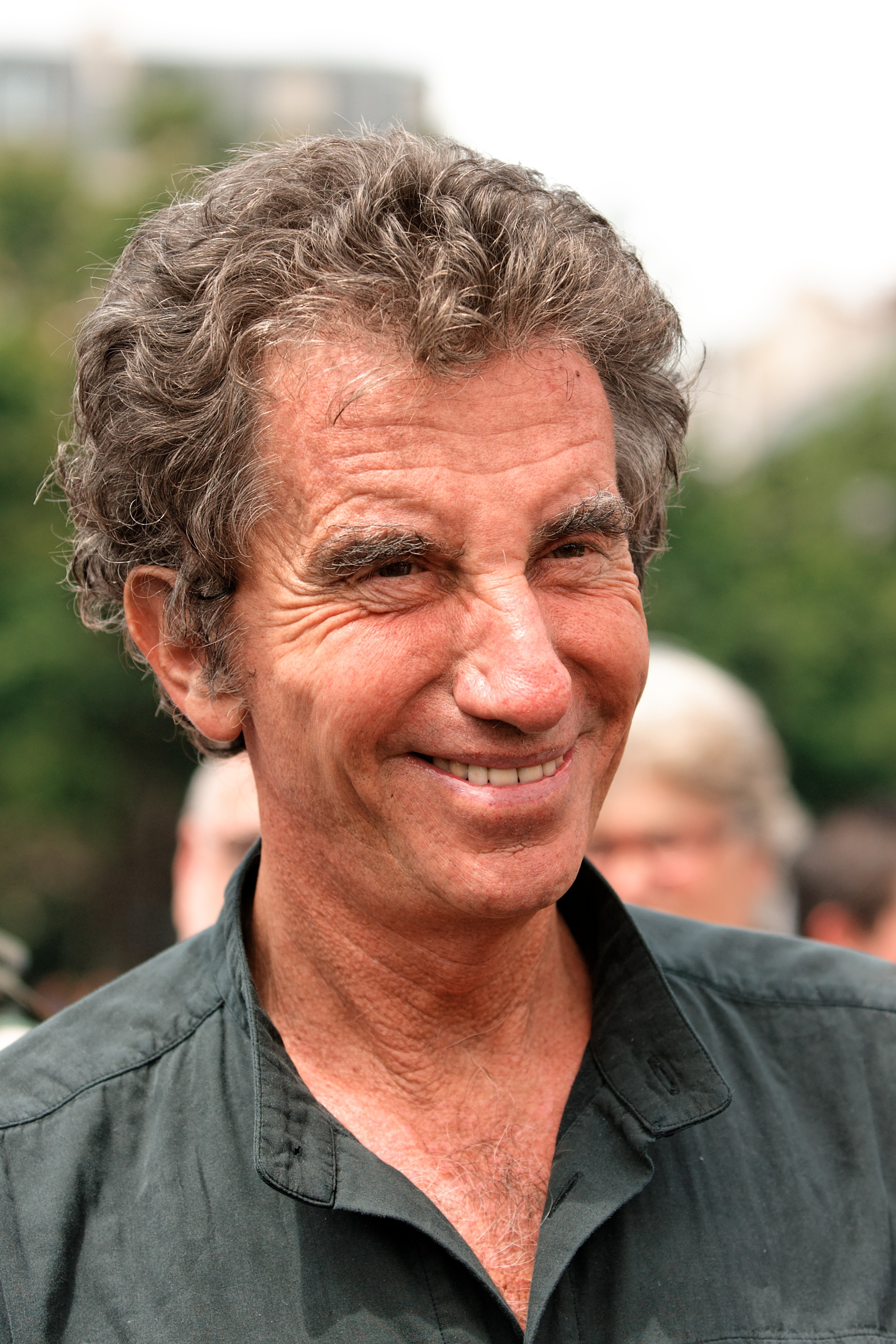
Jack Lang, à la Marche des fiertés de Paris, en 2008.

Il rejoint, à titre personnel, le Comité de réflexion et de proposition sur la modernisation et le rééquilibrage des institutions en juillet 2007, ce qui entraine les critiques de Jean-Marc Ayrault et François Hollande et l'amène à quitter le bureau national du Parti socialiste le 11 juillet 2007. Selon Rémi Lefebvre, professeur de sciences politiques à l'Université de Reims, cette nomination permet à Nicolas Sarkozy de déstabiliser le PS, et à Jack Lang, populaire mais sans courant organisé, de sortir de son isolement hors du parti.
Dans le cadre de cette commission, il préconise la suppression du poste de Premier ministre et la limitation à deux du nombre des mandats présidentiels. Un an plus tard, il est le seul parlementaire socialiste à voter la réforme lors du congrès du Parlement français du 21 juillet 2008 réuni en vue de modifier la Constitution française dans le sens proposé par le comité de réflexion. Le vote, obtenu par deux voix d'écart, entraîne la formulation de nombreuses critiques à son encontre de la part du Parti socialiste.
Dans le même temps, il fait des déclarations bienveillantes envers le gouvernement, jugeant par exemple « plutôt positive » la politique internationale du gouvernement, tout en émettant de virulentes critiques des actions de son successeur à l'Éducation nationale, Xavier Darcos.
Lors du congrès de Reims du 14 novembre 2008, il prend position en faveur de Martine Aubry, qui sera élue premier secrétaire.
Le 25 février 2009, il se rend à Cuba en qualité d'« émissaire spécial du président de la République » pour relancer le dialogue franco-cubain, cette fois sans critique de la part de la direction de son parti.
Il apporte son soutien, au printemps 2009, au projet de loi Hadopi, en désaccord avec les députés de son groupe présents lors des débats. Malgré cette prise de position, il ne participa pas aux débats à l'Assemblée nationale, de sorte que le 11 mars, son collègue socialiste Christian Paul prétendra dans l'hémicycle que Jack Lang n'aurait pas lu le texte. Le 12 mai, lors du vote solennel à l'Assemblée, Jack Lang est le seul membre du groupe PS à se prononcer pour.
Le 1er octobre 2009, Jack Lang se rend en Corée du Nord en tant qu'« émissaire spécial du président de la République » afin notamment d'explorer une éventuelle reprise des relations diplomatiques entre Paris et Pyongyang.
Pressenti un moment pour le poste d'ambassadeur de France à l'Organisation des Nations unies (ONU), il est nommé conseiller spécial pour les questions juridiques liées à la piraterie au large de la Somalie auprès du secrétaire général de l'ONU l'année suivante, le 26 août 2010.
En octobre 2010, il s'affiche aux meetings de campagne électorale de son ami Laurent Gbagbo, dont il avait tenté de réhabiliter l'image auprès des socialistes français. Le 3 décembre 2010, il critique à mots couverts la victoire d'Alassane Ouattara. Quelques jours plus tard, il invite finalement Laurent Gbagbo à reconnaître les résultats.

### Défaite aux élections législatives de 2012
Il apporte dans un premier temps son soutien à la candidature de Dominique Strauss-Kahn à la primaire présidentielle socialiste de 2011. Celui-ci étant accusé d'agression sexuelle à New-York, Jack Lang condamne la justice américaine et dénonce un « lynchage ». Il annonce, peu avant le premier tour de la primaire, son soutien à François Hollande.
En décembre 2011, alors qu'il avait refusé de se présenter au vote des militants socialistes dans la sixième circonscription du Pas-de-Calais, dont il est le député sortant, il n'est pas investi par le Parti socialiste dans cette circonscription en vue des élections législatives de 2012. Dans les semaines qui suivent, il cherche une circonscription où se présenter. Le 7 janvier 2012, il est finalement investi par les militants PS dans la deuxième circonscription des Vosges. Lors du second tour de l'élection législative, le 17 juin 2012, il est battu par le député UMP sortant, Gérard Cherpion.

## Président de l'Institut du monde arabe
Nommé ambassadeur itinérant chargé de la piraterie par François Hollande en août 2012, il devient, le 25 janvier 2013, président de l'Institut du monde arabe, et succède ainsi à Renaud Muselier.
Critiqué au moment de sa nomination pour ses 10 000 euros de rémunération mensuelle, il hérite d'une situation interne difficile, de problèmes financiers récurrents et d'une fréquentation en baisse. Il prend la tête du haut conseil et du conseil d'administration, historiquement dévolu à deux présidents différents, s'entoure entre autres de l'expert culturel Claude Mollard et du diplomate Gilles Gauthier. Un an après sa nomination, il présente le « renouveau » de l'Institut, à travers trois grandes expositions annuelles, des travaux dont la restauration des moucharabiehs, et une nouvelle gouvernance.
Dans le film Belle du Seigneur (2013), il joue un rôle secondaire de délégué français à la Société des Nations.
En janvier 2014, il critique dans une tribune l'ordonnance Dieudonné du Conseil d'État, jugeant cette décision comme « une profonde régression ». Il y voit « un retournement de jurisprudence » « qui tend à instaurer une sorte de régime préventif, voire de censure morale préalable à la liberté d'expression »,.
Sa gestion de l'Institut du monde arabe est critiquée : l'IMA présente, en effet, une perte record de 2,5 millions d'euros en 2015 alors même que la fréquentation a baissé d’un million de visiteurs en 2014 à 757 000 en 2015. Incapable de redresser les comptes de l'Institut dus à des importants coûts de fonctionnement, ceux-ci ont été aggravés par de nouvelles dépenses telles des frais de bouche particulièrement élevés. Le magazine Capital pointe également du doigt les « compagnons des années Mitterrand » dont s'est entouré Jack Lang comme sa communicante Catherine Lawless ou son conseiller culturel Claude Mollard ainsi que son épouse Monique Buczynski, qui bien qu'ayant un contrat de bénévolat, bénéficie de notes de frais dont les comptes de l'Institut ne donnent pas le détail.
Début mars 2019, L’Obs révèle que Jack Lang aurait reçu pour près de 195 600 euros de costumes et pantalons du couturier italien Smalto entre 2013 et 2018. Son avocat confirme en précisant que « ses cadeaux n’ont jamais eu aucune contrepartie ». Une enquête préliminaire est ouverte le 12 mars pour « abus de biens sociaux ».
Il s'engage régulièrement en faveur de l'enseignement de la langue arabe,. Il pousse ainsi la création de CIMA, une certification en langue arabe sur le modèle du TOEFL, et publie en février 2020 un manifeste en sa faveur, La Langue arabe, trésor de France.
En 2022, il participe avec la ministre de la culture Rima Abdul Malak à la campagne de sensibilisation pour la Fête du cinéma et l'incitation à retourner dans les salles obscures. Sa figure tutélaire est au centre du projet, tournant en dérision son omniprésence depuis plus de 40 ans au sein du ministère. Cette même année, ses archives personnelles rejoignent officiellement les Archives nationales.
Début 2024, Jack Lang est reconduit pour un quatrième mandat consécutif à la direction de l'Institut du monde arabe, par le président de la République, Emmanuel Macron. C'est la plus longue nomination à ce poste depuis la création de cette structure, la présidence de Jack Lang étant prolongée jusqu'en 2026.

## Politique culturelle
Jack Lang est désigné secrétaire national du PS à l'action culturelle en 1973. Il devient ministre de la Culture en 1981. Le Parti socialiste, suivi par les autres partis politiques, désire accentuer la démocratisation de la culture, commencée par André Malraux sans qu'il ait jamais prononcé ce terme. Cette politique est appuyée par les mouvements associatifs et syndicaux qui prennent conscience de l'importance d'une « cohabitation » socio-politique pour la diffusion de la culture.
Ainsi, au niveau local, les budgets liés à la culture éclatent et deviennent un réel enjeu politique, au même titre que l'économie du pays au profit du Parti socialiste. De la même manière, le budget pour la promotion de la culture passe pour la première fois à 1 % du budget national. Les politiques culturelles, soutenues par le président, François Mitterrand, leur donnent un caractère légitime. Les objectifs principaux de la politique de Jack Lang sont à la fois de diminuer la hiérarchisation traditionnelle qui sépare les « arts majeurs » des « arts mineurs » et d'intégrer aux derniers des activités alors non considérées comme faisant partie du domaine culturel.
Ainsi, Jack Lang permet la mise en avant :
- du cirque (avec la création d'un Centre national des arts du cirque et d'une association nationale chargée de gérer les subventions du ministère),
- de la photographie (ouverture d'une École nationale),
- de la musique autre que classique.
- l'éducation artistique

Il accorde une place très importante au créateur, dans tous les milieux artistiques :
- au cinéma, il développe des aides financières à l'écriture ;
- au théâtre sont créées des subventions pour soutenir les compagnies.

Ces financements sont attribués après une évaluation du projet. Il désire diffuser les actions culturelles en masse mais au moyen d'une production artistique diversifiée et de qualité.
La loi Lang du 1er août 1981 fixe un prix du livre unique en déclarant lutter ainsi contre la monopolisation du marché par les magasins de grande distribution comme la Fnac ou les hypermarchés.

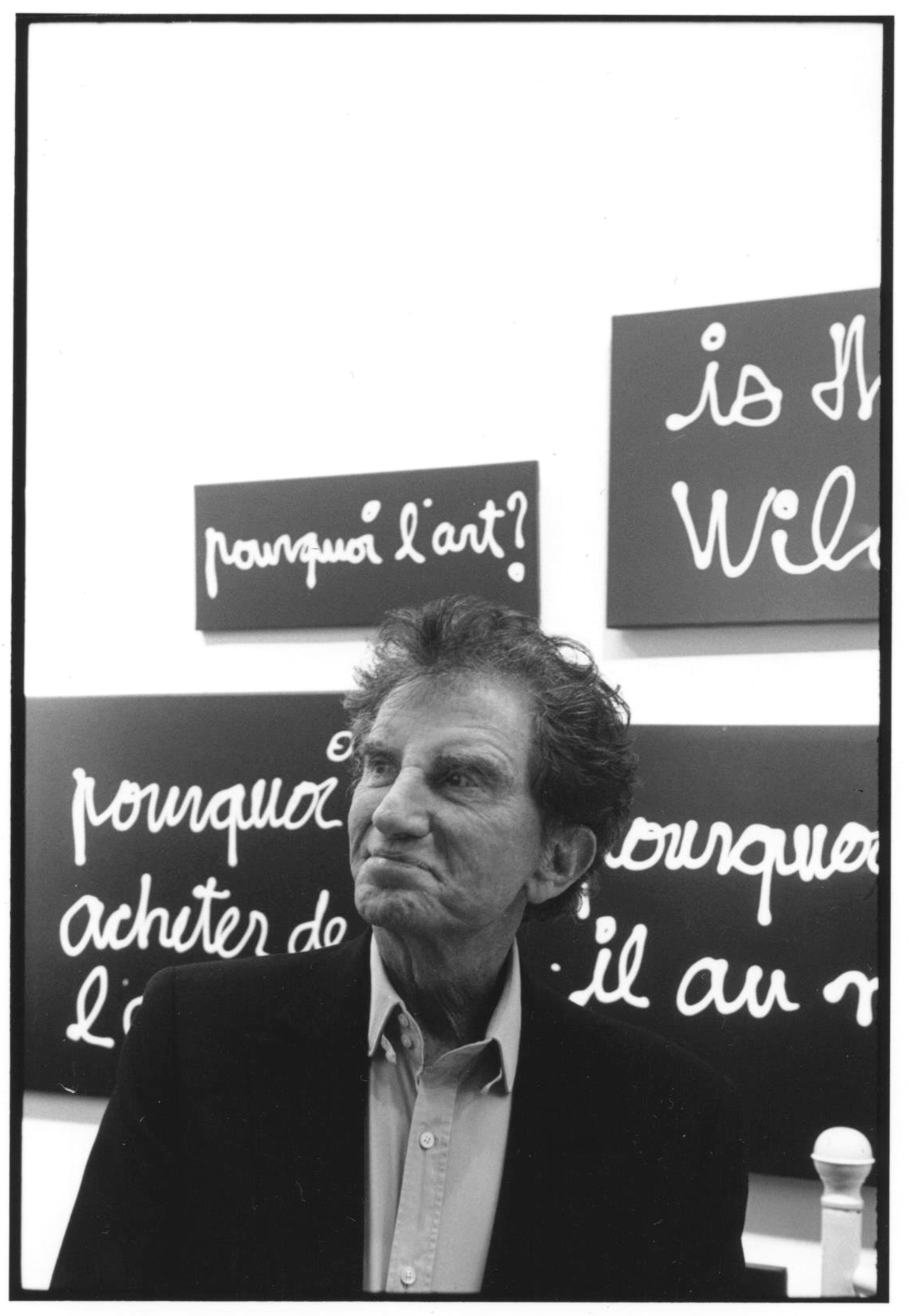
Jack Lang par Olivier Meyer en janvier 2019.

Jack Lang est également à l'origine du concept de Zénith, salle sécurisée de grande capacité destinée à l'organisation de concerts de « rock » (terme employé à l'époque pour désigner tout ce qui n'est pas du classique ou du jazz).
Parallèlement, sous pression de l'économie générale qui se libéralise et malgré deux ans de lutte contre l'américanisation, il accorde à la mode, à la publicité et au design une dimension culturelle. Il diffuse la notion de « démocratie du goût », où chacun choisit la culture qu'il veut et est « créateur » de culture. Des œuvres d'art aux gestes de la vie quotidienne, tout est considéré comme « culture ».

## Prises de position et polémiques

### Sur des crimes et délits de nature sexuelle
En 1977, alors universitaire, Jack Lang fait partie des 70 personnalités signataires d'une pétition parue dans Le Monde qui demande la libération d'adultes accusés d'« attentat à la pudeur sans violence sur mineurs de [moins de] quinze ans » ayant « précisé aux juges d'instruction qu'ils étaient consentants (quoique la justice leur dénie actuellement tout droit au consentement) ». Selon les pétitionnaires, « il y a une disproportion manifeste entre la qualification de « crime » […] et la nature des faits reprochés »,. En janvier 2021, interrogé à ce sujet dans le cadre de l’affaire Olivier Duhamel, Jack Lang déclare : « C’était une connerie. On était très nombreux à l’époque : c’était Daniel Cohn-Bendit, Michel Foucault, une série d’intellectuels. C’était après 1968 et nous étions portés par une sorte de vision libertaire fautive,. »
Par la suite, Jack Lang apporte son soutien à plusieurs reprises à des personnalités publiques accusées dans des affaires de pédocriminalité ou d'agression sexuelle : Alain Sarde et Robert De Niro en 1998, Frédéric Mitterrand en 2009, Roman Polanski en 2010, Dominique Strauss-Kahn en 2011, Woody Allen en 2018, Christophe Girard en 2020 ou Bastien Vivès en 2023.

### Rumeurs de pédophilie
À partir de 1982, son nom est cité dans des rumeurs de participation à l'affaire du Coral, un indicateur de la police qui se dit témoin oculaire accusant Gabriel Matzneff, René Schérer et Jack Lang de se « livrer à des turpitudes sur des petits mongoliens soignés au centre Coral ». L'enquête conclut à l'absence d'implication de Jack Lang, comme d’autres personnalités politiques incriminées.
Le nom de Jack Lang est cité en 1988 dans l'affaire Rosella Hightower, une école de danse cannoise où un jeune Espagnol de 15 ans s'est suicidé, brimé pour avoir refusé des avances sexuelles de professeurs. Un des professeurs est poursuivi pour attentat à la pudeur sur des mineurs, mais est relaxé faute de témoignage. Yves Bertrand, ancien dirigeant des Renseignements généraux français, écrit dans une note blanche qu'un professeur de danse « mettait des adolescents, élèves du centre, à disposition d'adultes pédophiles » ; il ajoute que « l'adjudant chargé de l'affaire aurait confié en privé, à l'époque des faits, que les écoutes judiciaires faisaient ressortir les noms de Jack et Monique Lang ».[réf. à confirmer]
Le 31 janvier 1991, dans un entretien accordé au journal Le Gai Pied, Jack Lang déclare que « la sexualité puérile est encore un continent interdit, aux découvreurs du xxie siècle d’en aborder les rivages ». Mais les biographes Nicolas Charbonneau et Laurent Guimier attribuent cette phrase non pas à Jack Lang mais au journaliste de l'hebdomadaire citant le philosophe René Schérer.
À l’approche de la primaire présidentielle socialiste française de 1995, des jospinistes font courir des rumeurs sur sa sexualité ; il déclare ensuite à ce propos : « On m'a traité alors de pédophile. C'était immonde. J'ai trouvé les deux personnages qui racontaient cela. Le premier a fait amende honorable. Le second, je ne lui parle plus ». Au début des années 2000, des chiraquiens relatent, sans apporter de preuves, une arrestation de Jack Lang au Maroc dans le cadre d’une affaire de mœurs s’étant soldée par une exfiltration discrète organisée par l'Élysée.
Le 28 mai 2011, Le Figaro relate que, plusieurs années auparavant, des policiers de Marrakech ont fait une descente nocturne dans une villa de la palmeraie où des Français ont été surpris en train de « s’amuser » avec de jeunes garçons. La police marocaine aurait arrêté les adultes pris en flagrant délit, dont « un ancien ministre français ». L’affaire aurait été arrangée par l’ambassade de France et l'ancien ministre français serait aussitôt rentré en France par avion. L’affaire aurait ainsi été étouffée et aucune poursuite n’aurait été engagée, au Maroc comme en France. Deux jours plus tard, sur Canal+, Luc Ferry affirme à son tour, tout en admettant ne pas avoir de preuves, qu'un « ancien ministre » s'était « fait poisser à Marrakech dans une partouze avec des petits garçons » sans pouvoir donner de nom sous peine de condamnation pour diffamation,,. Les rumeurs tournent autour de Jack Lang et de l’ancien ministre des Affaires étrangères Philippe Douste-Blazy,. Les carnets d’Yves Bertrand, saisis par la justice en marge de l’affaire Clearstream, précisent : « Lang à la Mamounia, en novembre [2001], s'est tapé des petits garçons ».
Le 24 juin 2011, Le Parisien révèle que plusieurs témoins présents au Maroc sont venus étayer ces déclarations de pédophilie, mais sans que le nom de Jack Lang ne soit cité,. Entendu par les policiers, Luc Ferry dit avoir eu connaissance de cette histoire à son entrée au gouvernement, en 2002[réf. nécessaire]. Un journaliste de France Télévisions évoque l’existence d'une dépêche AFP — selon lui rapidement retirée — faisant état de l’arrestation de Jack Lang dans un riad, mais aucune trace d'une telle dépêche n’est retrouvée par les policiers. En novembre 2012, Jack Lang, entendu comme témoin par la Brigade de protection des mineurs, parle d’une « histoire à dormir debout ». Le nom du ministre évoqué n’est pas révélé publiquement et l'affaire est classée sans suites.
En 2020, à la suite de l’affaire Epstein, les médias américains puis français se font l’écho des liens entre Jack Lang et Jeffrey Epstein, au domicile parisien duquel le premier s’est rendu l’année précédente. L'ancien ministre avait rencontré l'homme d'affaires lors d'un dîner organisé en l'honneur de Woody Allen, et il avait convié Jeffrey Epstein aux célébrations des 30 ans de la pyramide du Louvre,. Il est également révélé que le criminel américain a financé, à hauteur de 58 000 dollars, une association française quasiment sans activité et composée de proches de Jack Lang ,. Celui-ci répond, sans autres précisions, que la somme en question visait à « financer un film », qu’il estime « en train d'être finalisé » mais dont le niveau d’avancement reste inconnu d'une cofondatrice de l'association,.

### Abus de biens sociaux
Le parquet de Paris ouvre le 12 mars 2019 une enquête préliminaire visant Jack Lang pour abus de biens sociaux. Au cours d'une perquisitions qui a eu lieu en novembre 2019 au siège parisien de Smalto, la brigade financière de la Police nationale découvre dans un carnet de coupes que Jack Lang, répertorié sous le numéro client 11631, a reçu de la part de l'entreprise de prêt-à-porter 500 000 euros de cadeaux entre 2003 et 2018, période durant laquelle il était député PS du Pas-de-Calais. L'ancien ministre de la Culture n'a jamais déclaré ces cadeaux. L’affaire est en cours d'instruction.

### Noura
À partir de 2007, le traiteur libanais Noura est chargé de la restauration à l'Institut du monde arabe, à travers Zyriab, le restaurant gastronomique de l'institut. Jack Lang avait réussi à obtenir de ne payer que 25 euros ses repas au lieu de 60 euros habituels. Néanmoins, le 17 octobre 2015, Jack Lang se sépare des services de Noura pour manque de qualité et de diversité. Noura réclame le paiement de 74 repas à prix discount servis à « Monsieur Lang et ses invités » et à « Madame Lang et ses invités » sur une durée de deux mois. Noura a obtenu gain de cause à l'amiable. Selon Atlantico.fr, les employés du traiteur ont signé une pétition pour dénoncer leurs conditions de travail, et notamment le fait que les salles du restaurant ne sont plus chauffées, ou pas suffisamment, ou encore que les monte-charges destinés au restaurant sont régulièrement en panne.

### Salaire à l'Institut du monde arabe
Jeune Afrique révèle que Jack Lang, à la tête de l'Institut du monde arabe, aurait réclamé et obtenu un salaire de 10 000 euros par mois alors que l'établissement culturel connaît toujours des difficultés financières. Jack Lang a déclaré que la somme exacte était « 9 000 euros bruts » tout en précisant qu'il serait « anormal que le président d'une grande institution comme celle-là soit sous-payé ».

## Détail des mandats et fonctions politiques

### Militantisme
Admirateur de Pierre Mendès France, il adhère au PSU à la fin des années 1960, puis rejoint le Parti socialiste où il occupe plusieurs postes de responsabilité :
- 1978-1979 : conseiller du premier secrétaire
- 1979 : directeur de la campagne pour les élections européennes
- 1979-1981 : délégué national chargé de la Culture
- 1981 : délégué à la communication pour la campagne présidentielle de François Mitterrand
- 1987-1988 : secrétaire national à la Culture et à la Jeunesse
- 2005-2007 : secrétaire national, chargé du développement du parti au pôle vie du Parti socialiste, il gère notamment la vague d'adhésions de 2006. Le 11 juillet 2007, il démissionne du bureau national (et donc du secrétariat national) en raison d'un désaccord avec le Premier secrétaire François Hollande sur l'ouverture impulsée par Nicolas Sarkozy.
- Membre du conseil national du PS ; président du club « Inventons demain » (depuis avril 2004)
- Administrateur de l'association des amis de l'Institut François-Mitterrand
- Membre du conseil national du PS
- Membre du bureau national du PS
- Président du club Inventons demain (2004-2007)
- Conseiller spécial auprès de Ségolène Royal, candidate à l'élection présidentielle de mai 2007

### Fonctions ministérielles
- 22 mai 1981 - 23 juillet 1984 : ministre de la Culture dans les gouvernements de Pierre Mauroy
- 23 juillet 1984 - décembre 1984 : ministre délégué à la Culture dans le gouvernement Fabius
- décembre 1984 - 20 mars 1986 : ministre de la Culture dans le même gouvernement
- 13 mai 1988 - 22 juin 1988 : ministre de la Culture et de la Communication dans le premier gouvernement Rocard
- 23 juin 1988 - 16 mai 1991 : ministre de la Culture, de la Communication, des Grands Travaux et du Bicentenaire dans le second gouvernement Rocard
- 17 mai 1991 - 2 avril 1992 : ministre de la Culture, de la Communication et porte-parole du gouvernement dans le gouvernement Édith Cresson
- 4 avril 1992 - 29 mars 1993 : ministre d'État, ministre de l'Éducation nationale et de la Culture dans le gouvernement Pierre Bérégovoy
- 27 mars 2000 - 6 mai 2002 : ministre de l'Éducation nationale dans le gouvernement Lionel Jospin.

### Carrière élective locale

#### Conseil municipal
- 14 mars 1983 - 19 mars 1989 : membre du Conseil de Paris
- 1989-2002 : conseiller municipal de Blois (Loir-et-Cher)
- 20 mars 1989 - 27 mars 2000 : maire de Blois

#### Conseil général
- 14 mars 1983 - 19 mars 1989 : membre du Conseil de Paris
- 1992-1993 : conseiller général de Loir-et-Cher, canton de Blois-4

#### Conseil régional
- mars - avril 1992 : conseiller régional du Centre
- mars 2004 - 14 mars 2010 : conseiller régional du Nord-Pas-de-Calais, élu dans le Pas-de-Calais
- avril 2004 - 14 mars 2010 : vice-président du conseil régional, chargé des universités et de la recherche

### Mandats parlementaires

#### Député
- 2 avril 1986 - 28 juillet 1988 : député de la 1re circonscription de Loir-et-Cher
- 2 avril 1993 - 9 décembre 1993 : député de la 1re circonscription de Loir-et-Cher
- 12 juin 1997 - 27 avril 2000 : député de la 1re circonscription de Loir-et-Cher
- 19 juin 2002 - 19 juin 2012 : député de la 6e circonscription du Pas-de-Calais (battu dans la 2e circonscription des Vosges par Gérard Cherpion le 17 juin 2012)

#### Député européen
- 19 juillet 1994 - 1er août 1997 : député européen

### Fonctions culturelles
- 1963-1973 : fondateur et directeur du Festival de théâtre universitaire de Nancy
- 1973-1974 : directeur du théâtre national de Chaillot
- 1996-1998 : directeur du Piccolo Teatro di Milano
- 1997 : président du jury du 47e Festival de Berlin
- Depuis le 25 janvier 2013 : président de l'Institut du monde arabe

## Œuvres
- L'État et le théâtre, LGDJ bibliothèque de droit public, 1968
- Forte tête, NRF, 1969
- Le plateau continental de la mer du Nord. Arrêt de la Cour Internationale de Justice 20 février 1969, LGDJ bibliothèque de droit international, 1970
- Éclats (avec Jean-Denis Bredin), éditions Jean-Claude Simoën, 1978
- Quand l'Alsace s'éveillait entre chien et loups, éditions Jean-Claude Simoën, 1981
- Première mondiale: L'Art Tzigane, Jayat, 1985
- Demain, les femmes, Grasset, août 1995
- Lettre à André Malraux, Éditions no 1, novembre 1996
- François Ier, Perrin, octobre 1997
- Le livre bleu des instituteurs, Calmann-Levy, 1999
- Les Araignées, Pocket, 2000
- La politique, d'où ça vient ? L'origine de l'État, les fondements de la République, la genèse de l'impôt (avec Odon Vallet et Gaëtan de Séguin des Hons), Flammarion, août 2000
- Qu'apprend-on au collège ? Pour comprendre ce que nos enfants apprennent (avec Claire Bretécher), XO éditions, janvier 2002
- Anna au muséum, Hachette Jeunesse, avril 2002
- Laurent le Magnifique, Perrin, août 2002  (ISBN 978-2-262-01608-1)
- Une école élitaire pour tous, Gallimard, septembre 2003
- L'esprit de Fès, Éditions du Rocher, 2004
- Culture publique, opus 1: l'imagination au pouvoir, Sens et Tonka, 2004
- Un nouveau régime politique pour la France, éditions Odile Jacob, août 2004
- Nelson Mandela : leçon de vie pour l'avenir, Éditions Perrin, janvier 2005  (ISBN 978-2-262-02194-8)
- Changer, livre programme pour 2007, Plon, 1er septembre 2005
- Vaincre le chômage, Grasset, 2006
- Immigration positive, avec Herve Le Bras, éditions Odile Jacob, 2006
- Faire la révolution fiscale, Plon, 2006
- Homosexuels, quels droits ?, Dalloz, 2007
- Demain comme hier, avec Jean-Michel Helvig, Fayard, 2008
- L'école abandonnée: lettre à Xavier Darcos, ministre de l'Education Nationale, Giverny, 2008
- L'école est-elle adaptée à la petite enfance avec Nadine Morano, Magnard, 2009
- Le choix de Versailles, Calmann-Lévy, 2009
- La Bataille du Grand Louvre, Réunion des musées nationaux, 2010
- Ce que je sais de François Mitterrand, Le Seuil, 2011
- François Mitterrand, fragments de vie partagée, Le Seuil, 2011
- Pourquoi ce vandalisme d'État contre l'École : lettre au Président de la République, Éditions du Félin, 2011
- Michel-Ange, avec Colin Lemoine, Fayard, 2012
- Ouvrons les yeux - la nouvelle bataille du patrimoine, HC éditions, 2014
- Dictionnaire amoureux de François Mitterrand, Plon, 2015
- Pouvoir & faire, avec Patrick Bouchain, Actes Sud, 2016
- Blois: un château en l'an mil avec Elisabeth Latrémolière, Somgy, 2016
- Pour une révolution scolaire, Kéro, 2017
- Majeur/Mineur: vers une hiérarchisation de la culture, Collectif, Frac, 2019
- La langue arabe, trésor de France, Le Cherche Midi, 2020
- Une révolution culturelle : dits et écrits, Frédéric Martel (éd.), Robert Laffont, coll. « Bouquins », 1312 p., 2021
- Lignes de vie: mémoires pour l'Avenir, Albin Michel, 2022

### Ouvrages préfacés par Jack Lang
- Mézières… de l'autre côté des étoiles de Jean-Claude Mézières (Dargaud), 1980
- Caresser Picasso (Éditions Claude Garrandes), 1992
- L'actualité du génocide des Arméniens, Edipol, 1997
- Le Gardien des âmes d’Alain Roullier (France Europe éditions), 1998
- Le livre et le journal chez les peintres, Valentina Aker (FPL), 1999
- Le mythe de La Joconde de Jean Margat (Favre), 2000
- 16 ans ou l'avènement de la conscience citoyenne d’Adyl Abdelhafidi, 2002
- Punis ! de Marc Bradfer et Jean-Jacques Rouch (Elytis), 2004
- Gay Pride de l'Histoire de Olivero Toscani (Corbis), 2004
- La villa Cavrois de Richard Klein (Picard), 2005
- Homosexualité : 10 clés pour comprendre, 20 textes à découvrir de Bruno Perreau (Librio), 2005
- Mitterrand : une affaire d’amitié de Stéphane Trano (L'Archipel), 2006
- Ecoutez, c'est très simple: pour une autre éducation musicale de Marc-Olivier Dupin (Tsipka-Dripka), 2007
- Révolution - Guerre des classes de Jack London (Phébus), 2008
- La mesure du temps au travers des âges, Richard Chavigny (Icéo), 2009
- Mikis Théodorakis par lui-même de Marie Desmeures (Actes Sud), 2011
- Paroles et musiques: les manuscrits de la chanson française, Fabien Lecœuvre (SACEM), 2012
- Artistes et mécènes: regards croisés sur l'art contemporain de Martine Renaud-Boullart (Ellipses), 2013
- Max Laigneau, l'œuvre d'une vie, (PB), 2015
- Reine de Palmyre, AB Daniel (XO Editions), 2016
- Ar(t)bre de Martine Francillon, La Manufacture d'Art, 2016
- Les victoires du Front Populaire, Nicole Masson, Chêne, 2016
- Au goulag, Claude Alzon (Le Temps des Cerises), 2016
- La culture contre la violence de Guillaume Pfister (Arfuyen), 2017
- L'arabe, langue du monde, L'Harmattan, 2018
- Un destin égyptien, Moustapha El Hefnaoui, Erick Bonnier, 2019
- Paris: au cœur de la création contemporaine de Julien Baldacchino (Henry Dougier), 2020
- L'incroyable odyssée de l'obélisque d'Axoum de Luigi Cantamessa (Favre), 2021
- Christiane Desroches Noblecourt: la reine de l'Egyptologie de Claudine Le Tourneur-D'Ison (Babélio), 2022
- La chaise de Jean-François Galletout (Plan B), 2022
- Droits et homosexualité, Daniel Borillo (Dalloz), 2023
- Une brève histoire du droit d'auteur: de l'Antiquité à l'IA de Jean-Baptiste Rendu (Flammarion), 2024

### Ouvrages sur Jack Lang
- Jack Lang: la culture en mouvement, Richard Desneux, Favre, 1990
- Lettre recommandée à Jack Lang et aux fossoyeurs de la culture, Henry Bonnier, Éditions du Rocher, 1992
- Les aventures de Lang de Blois, Marie Delerue, Grancher, 1995
- L'acteur et le roi: portrait en pied de Jack Lang, Jean-Pierre Colin, Geog, 1997
- Le dernier trompe l'oeil de l'éducation, Claude Meunnier-Berthelot, Essai, 2000
- Les arts à l'école: le plan de Jack Lang et Catherine Tasca, Pascale Lismonde, Folio, 2002
- Docteur Jack & Master Lang, Nicolas Charbonneau, Laurent Guimier, Le Cherche midi, 2004
- Jack Lang: une vie entre culture et politique, Laurent Martin, Editions Complexe, 2008
- Jack Lang: dernière campagne où éloge de la politique joyeuse, Vianney Huguenot, L'Aube, 2013
- Origines et créations des fonds régionaux d'art contemporain: les années militantes, Claude Mollard, 2014
- Jack Lang, batailles pour la culture: dix ans de politiques culturelles de Maryvonne de Saint-Pulgent, Documentation française, 2015
- François Mitterrand: Jack Lang, Fabien Lecœuvre, Éditions du Rocher, 2016
- Eclats: Jack Lang - Jean Denis-Bredin, Jean-Claude Simmogen, EDL, 2019
- Jack Lang, David Clune, AUGM, 2022
- Etats d'âmes: les grands entretiens: Jack Lang, Francis Van de Woestyne, Les Impressions nouvelles, 2023
- Formidable: les années Jack Lang, Franck Bourgeron, Hervé Bourhis, Castermann, 2024

## Filmographie
Jack Lang a joué dans quelques films et documentaires, le plus souvent dans son propre rôle,.
- 2001 : Paris à tout prix de Yves Jeuland (mini-série documentaire) : lui-même
- 2002 : So Long Mister Monore de Éric Dahan : lui-même
- 2006 : Nouvelle Chance d'Anne Fontaine : lui-même
- 2008 : Pour vous servir de Sarah Bertrand (documentaire) : lui-même
- 2010 : L'amour fou : Yves Saint Laurent - Pierre Bergé de Pierre Thoretton (documentaire) : Chef de la délégation française
- 2012 : Un bonheur n'arrive jamais seul de James Huth : le ministre de la culture
- 2017 : Monsieur et Madame Adelman de Nicolas Bedos : lui-même
- 2020 : Chambre 2806 : L'affaire DSK (mini-série documentaire sortie sur Netflix) : lui-même

## Récompenses et distinctions

### Nationales
- Officier de la Légion d'honneur (31 décembre 2013)
- Commandeur de l'ordre des Palmes académiques (3 juin 1993)[123]
- Commandeur dans l'ordre des Arts et des Lettres.

### Étrangères
- Médaille d'or du Mérite culturel polonais Gloria Artis[124] (Pologne).
- Commandeur de l'ordre national du Mérite (Tunisie)[125].
- Prix « Doha, capitale culturelle arabe » de 10 000 euros décerné par l'ambassade du Qatar en France[126].